# Warburgiella leptorrhyncha
Warburgiella leptorrhyncha är en bladmossart som beskrevs av Brotherus 1925. Warburgiella leptorrhyncha ingår i släktet Warburgiella och familjen Sematophyllaceae. Inga underarter finns listade i Catalogue of Life.